# Poplužní dvůr

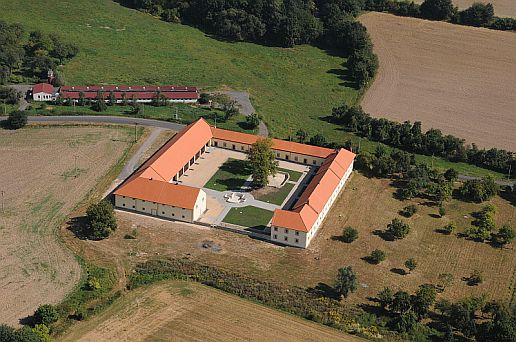
Letecký pohled na zrekonstruovaný Červený dvůr v Jenišovicích – typický příklad pravidelně uspořádaných budov poplužního dvora

Poplužní dvůr (latinsky praedium, německy Meierhof nebo poněkud nepřesně Vorwerk, slovensky majer) je historické označení pro panský (neboli vrchnostenský) dvůr, ke kterému náležela dominikální půda, tedy zemědělské pozemky, které obdělávala vrchnost ve vlastní režii. Český název pochází od označení staré měrné jednotky popluží, kterým se také někdy zjednodušeně nazýval dvůr sám. Jiný způsob hospodaření představovaly tzv. kmetcí (neboli selské) grunty (dvory) s rustikálními (selskými) pozemky.

## Účel a charakteristika

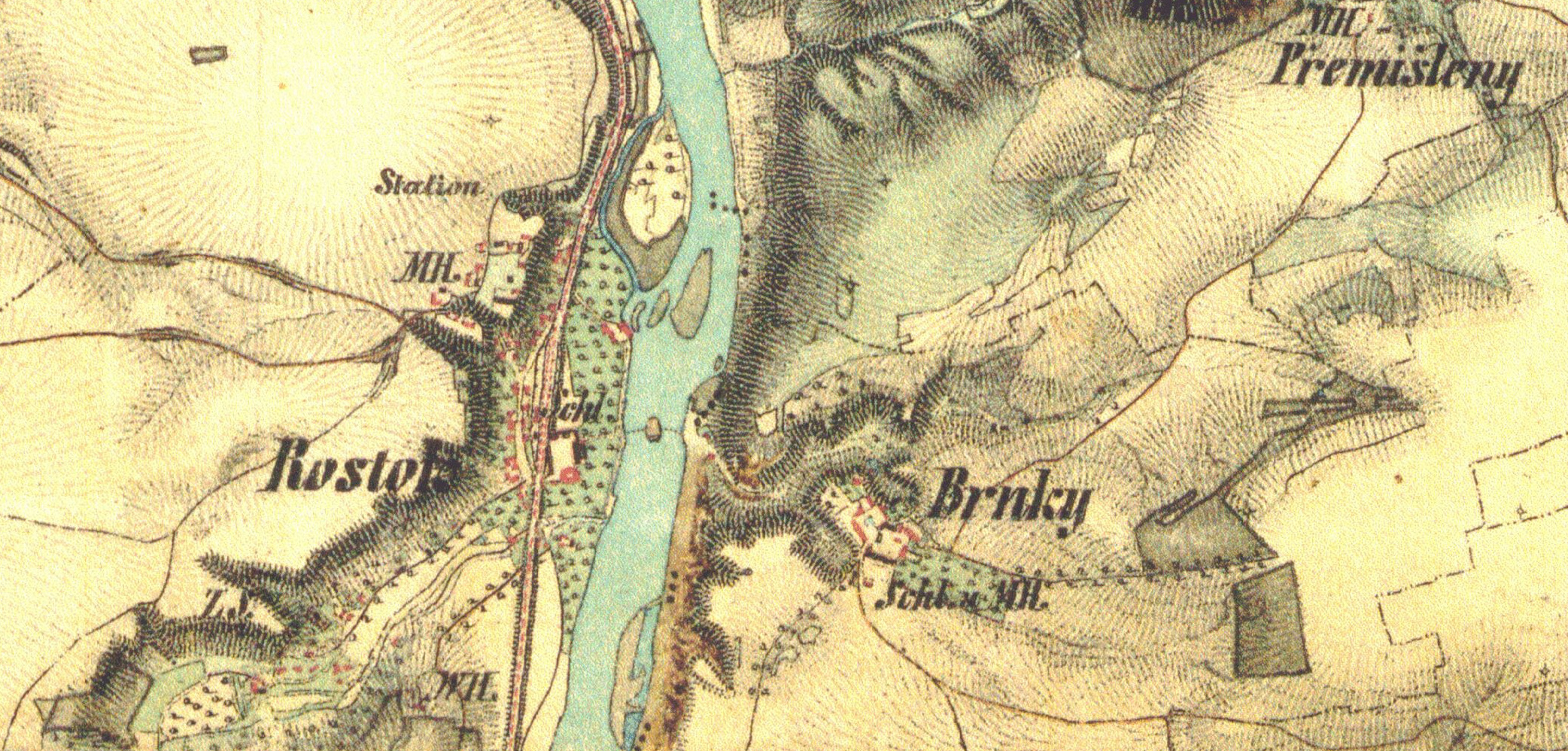
Tři poplužní dvory (zkratka MH (Meierhof)) na mapě II. vojenského mapování – tzv. Františkova – z let 1836–1852 (Roztoky, Brnky a Přemyšlení)

Účelem poplužního dvora bylo především zajištění dostatku potravin pro vrchnost a její dvůr. Přebytky z hospodaření byly určeny pro místní trh a výtěžek z prodeje produktů dvora tvořil součást příjmu vrchnosti. Od 16. století pak začaly hrát poplužní dvory – v důsledku klesající hodnoty poddanských peněžních dávek – významnější úlohu také v režijním hospodaření vrchnosti, která přistupovala k rozšiřování pozemků (jejich odkupem od poddaných nebo obděláváním dříve zemědělsky nevyužívaných ploch) a k zakládání dvorů nových. V některých případech vrchnost své dvory pronajímala za pevně stanovený roční plat jiným nájemcům, případně dávala do zástavy. Málo výnosné dvory bývaly naopak rozparcelovány a půda rozprodána poddaným. Rozloha dvorů bývala udávána v lánech (v 16. století přibližně 18 ha) nebo v záhonech (1 lán obsahoval 12 kop záhonů). Většina dvorů měla v době středověku a raného novověku rozlohu do pěti lánů, dvory o velikosti přes deset lánů měla obvykle jen velká panství, jaká tvořila např. rožmberské dominium.
Poplužní dvůr je stavebně uzavřený celek hospodářských budov soustředěných kolem středního dvora, které se podle svého účelu dělily na prostory sloužící k ubytování čeledi (čeledník, ratejna), k ustájení živého inventáře (chlév, maštal), ke skladování vymláceného obilí (sýpka) a k přechovávání nevymláceného obilí a zemědělského náčiní nutného pro obhospodařování půdy (stodola). V čele personálu poplužního dvora stál šafář, zodpovědný za jeho provoz panskému úředníkovi (hejtman, purkrabí, pojezdný). Na malých a středních dvorech býval počet osob zaměstnaných u dvora jednociferný (kromě šafáře a šafářky zpravidla 2–3 pacholci a 2–3 děvečky). U větších dvorů byly práce čeledi specializovány: oráč s pohůnkem měli na starosti přípravu půdy pro vysévání obilí, řezáč zajišťoval krmivo pro dobytek, o nějž pečoval volák. Dojení krav obstarávaly děvečky (podle dobových hospodářských instrukcí jedna děvečka obstarala deset krav). Na práci děveček dohlížela šafářka, která měla na starosti péči o mléčné výrobky, provoz kuchyně a zajišťování stravy pro personál. Množství stálé čeledi, která byla dlouhodobě smluvně najímána z poddaných, záviselo na velikosti obhospodařované půdy a živého inventáře. Část prací na dvoře zastali poddaní v rámci svých robotních povinností a námezdní pracovníci, hojně využívaní zejména v době vrcholících prací (žně, výmlat obilí). K obhospodařování pozemků sloužil jednak dobytek chovaný na dvoře (koně, voli), jednak potahy, s nimiž v rámci svých robotních povinností pracovali poddaní.

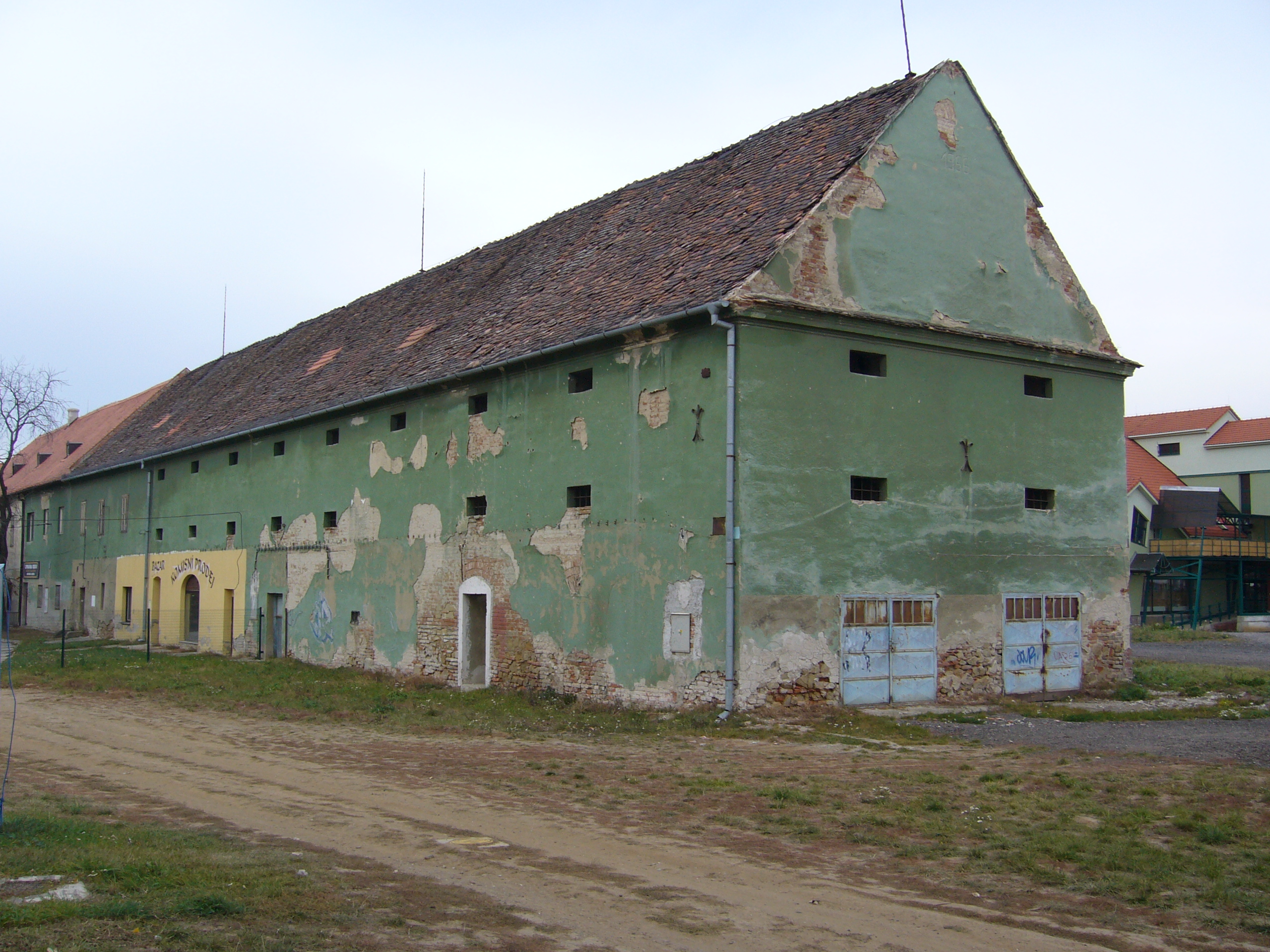
Sýpka bývalého poplužního dvora ve Veselí nad Moravou

 Hlavními produkty poplužních dvorů bylo především obilí: žito (pro zajištění stravy vrchnosti, jejího dvora a čeledi), pšenice (pro zásobování panských pivovarů), v menším rozsahu oves (pro odchov koní) a ječmen (dokrmování dobytka); dále mléčné výrobky (mléko, máslo, sýry – byly skladovány v tzv. mlíčníku, sklepní části dvora, kde byla nízká teplota často zajišťována průtokem pramenité vody) a živá zvířata (jatečný dobytek, tažní voli, koně). Součástí některých dvorů byl i ovčín, který stál zpravidla odděleně od areálu dvora a jeho zaměstnanci podléhali přímo panskému úředníkovi.
Změny v hospodaření na poplužních dvorech přinesl rok 1848 s definitivním zrušením roboty. Dvory již nebyly spravovány v rámci jednotlivých panství, ale staly se klasickými statky. Termín „poplužní dvůr“ se nicméně udržel až do poloviny 20. století a označoval jakýkoliv dvůr (statek) v pronájmu.
Dnes je možné se s tímto souslovím setkat v knižním a trochu zastaralém rčení Lepší drzé čelo nežli poplužní dvůr. Toto úsloví se používá obvykle jako povzbuzující rada druhému, že suverénním vystupováním lze dosáhnout úspěchu spíš než pomocí majetku. Jiný výklad od pamětníků chápe toto úsloví jako názor, že vlastní schopnosti jsou lepší než pronajatý a tedy nevlastněný majetek.